# Arne Slot
Arend Martijn (Arne) Slot (* 17. September 1978 in Bergentheim, Hardenberg) ist ein ehemaliger niederländischer Fußballspieler und heutiger -trainer. Er ist seit Juli 2024 Cheftrainer des FC Liverpool.

## Karriere als Spieler
Arne Slot wurde in Bergentheim in der Provinz Overijssel geboren und trat während seiner Kindheit dem ortsansässigen VV Bergentheim bei. Später wechselte er in die Jugend vom FC Zwolle. Für die Profimannschaft absolvierte Slot als Mittelfeldspieler 164 Partien in der zweiten niederländischen Liga und schoss dabei 50 Tore. Danach wechselte er in die Eredivisie zu NAC Breda, bei denen er in der Folge 5 Jahre unter Vertrag stand. In dieser Zeit schoss er 21 Tore (bei 142 Spielen in der Eredivisie). Seine nächste Station war Sparta Rotterdam, für die er in zwei Jahren in der Eredivisie 54 Partien absolvierte und 6 Tore erzielte. 2009 wurde Arne Slot an seinen Jugendverein FC Zwolle verliehen. Der Rückkehrer absolvierte 28 Punktspiele und schoss 7 Tore. In der Folge wurde er fest verpflichtet und spielte in zwei Jahren in 62 Zweitligaspielen, in denen er 16 Tore schoss. 2012 stieg Zwolle in die Eredivisie auf und nannte sich in PEC Zwolle um. In der Eredivisie spielte Slot noch 12 Mal und beendete im Sommer 2013 seine Karriere.

## Karriere als Trainer
Arne Slot war nach seinem Karriereende ein Jahr Jugendtrainer in Zwolle und wurde dann Co-Trainer bei den Friesen von SC Cambuur. Am 15. Oktober 2016 wurde er zusammen mit Sipke Hulshoff in Leeuwarden Interimstrainer, nachdem Chefcoach Rob Maas entlassen wurde. Diesen Posten behielt das Gespann für eine längere Zeit und übte ihn bis zum Saisonende aus. Zur Saison 2017/18 wurde Slot neuer Co-Trainer von AZ Alkmaar. Diesen Posten hatte er bis 2019 inne, bevor er zum Cheftrainer ernannt wurde.
Arne Slot ließ seine Mannschaft in für die Niederlande typischen 4-3-3 spielen, meistens defensiv. Auch dank zweier Siege gegen Ajax Amsterdam, dem Vorjahreshalbfinalisten in der Champions League, war AZ niemals schlechter als Platz vier. Aufgrund der damaligen COVID-19-Pandemie wurde die Saison abgebrochen. Da AZ zum Zeitpunkt des Saisonabbruches auf Platz zwei stand, qualifizierte sich der Verein aus der Stadt mit etwa 112.000 Einwohnern im Zaanstreek, rund 40 Kilometer nördlich von Amsterdam gelegen, für die zweite Qualifikationsrunde zur UEFA Champions League und bezwang dort den tschechischen Vertreter Viktoria Pilsen, ehe in der dritten Qualirunde Dynamo Kiew Endstation bedeutete. National startete Arne Slot mit fünf Unentschieden aus fünf Spielen und somit war der Verein nur Neunter, doch die folgenden vier Partien konnten allesamt gewonnen werden. Aufgrund seiner Verhandlungen mit Feyenoord Rotterdam wurde er am 5. Dezember 2020 mit sofortiger Wirkung entlassen.
In Rotterdam wurde Slot schließlich im Sommer 2021 Nachfolger der niederländischen Trainerlegende Dick Advocaat. Feyenoord stand die gesamte Saison in der Eredivisie auf einem Europapokalplatz und wurde letztlich Dritter. Vor der Saison hatte Feyenoord Rotterdam sich für die neugeschaffene UEFA Europa Conference League qualifiziert und in dieser führte Arne Slot seinen Verein in das Endspiel, das die Niederländer mit 0:1 gegen die AS Rom verloren. In seinem zweiten Jahr in Rotterdam wurde Feyenoord niederländischer Meister. Die Mannschaft von Slot, der vereinzelt in der offensiveren Variante des 4-3-3 oder in einem 3-5-2 spielen ließ, übernahm am 15. Spieltag mit einem 5:1-Kantersieg im Stadtduell gegen Excelsior Rotterdam die Tabellenführung und gab sie bis zum Schluss nicht mehr her. Durch die Meisterschaft qualifizierten sich die Rotterdamer für die Gruppenphase der „Königsklasse“, aus der man mit lediglich zwei Siegen ausschied.
Zur Saison 2024/25 wurde er Nachfolger von Jürgen Klopp beim FC Liverpool. Schon in der ersten Saison wurde er mit dem Team souverän englischer Meister.

## Titel

### Als Spieler
- Niederländischer Zweitligameister und Aufstieg in die Eredivisie (2): 2002, 2012 (beide FC Zwolle)

### Als Trainer
Niederlande
- Meister: 2023 (Feyenoord Rotterdam)
- Pokalsieger: 2024 (Feyenoord Rotterdam)

England
- Meister: 2025 (FC Liverpool)

Individuell
- Niederlandes Fußballtrainer des Jahres (2): 2022, 2023